# Цикл сексуальных реакций человека
Сексуальная реакция человека — сочетание физиологических и эмоциональных изменений, которые ведут к наступлению оргазма и следуют за ним. Физические и эмоциональные изменения происходят последовательно, по мере того, как индивид подвергается половому возбуждению и участвует в действиях по половой стимуляции, включая половой акт, фингеринг или мастурбацию. 
Таким образом, происходящие изменения составляют цикл сексуальных реакций. Знание того, как отвечает тело в течение каждой фазы цикла сексуальных реакций, может способствовать улучшению взаимоотношений с половым партнёром и может помочь устранению половой дисфункции.

## Модели, лежащие в основе изучения цикла сексуальных реакций
Любой индивид может быть побуждён к половым действиям различными вещами в разное время, но фазы в цикле сексуальных реакций всегда будут оставаться теми же. Каждый обладает своими неповторимыми половыми переживаниями. Разные исследователи создали различные модели цикла сексуальных реакций. Обычно модели включают три, четыре, пять или восемь различных фаз. Конкретные компоненты каждой фазы отличаются в различных моделях:
- Хелен Сингер Каплан предложила трёхфазную концепцию цикла сексуальных реакций человека, включающую три стадии: влечение, возбуждение и оргазм[5].
- В своей книге «сексуальная реакция человека» Лиф описал пять фаз в цикле сексуальных реакций: влечение, пробуждение, прилив крови, оргазм и удовлетворение[1].
- Четырёхфазная модель физиологических и эмоциональных реакций в течение половой стимуляции предложена Уильямом Мастерсом и Вирджинией Джонсон, врачами-сексологами, в их книге 1966 г. «Сексуальная реакция человека», когда они отметили существование четырёх определяемых фаз в цикле сексуальных реакций[6]. Используя различные инструменты, предназначенные для слежения за изменениями сердечного ритма и напряжения мышц, У. Х. Мастерс и В. И. Дж. Джонсон смогли конкретизировать изменения в теле, характерные для каждой из этих фаз[7].
- Шарль Гельман, бывший президент Французского общества клинической сексологии, разработал цикл сексуальных реакций человека, состоящий из восьми фаз: сексуальный интерес, сексуальное желание, возбуждение, плато, оргазм, разрешение, рефрактерный период, психическая переработка[8].

## Физиологическая основа универсального цикла сексуальных реакций человека
В значительной степени сексуальные реакции одинаковы у женщин и у мужчин. Во время таких реакций у обоих полов отмечаются два основных физиологических изменения:
- Приток крови к половым органам обоих партнёров, а также к молочным железам женщин[9].
- Возрастание нервно-мышечного напряжения.

И мужчина, и женщина переносят те же фазы, проходят через четыре фазы во время их цикла сексуальных реакций. Исследователи установили, что эти фазы применимы не только к сексуальным реакциям, но и к другим типам половой активности. Однако время вступления мужчины и женщины в каждую отдельную фазу цикла сексуальных реакций, продолжительность нахождения в фазе обычно различные. Например, маловероятно, чтобы у обоих партнёров оргазм наступил в одно и то же время. Кроме того, интенсивность реакций мужчины и женщины и время, проведённое любым из них в каждой фазе, варьирует от человека к человеку. Уяснение этих различий может помочь половым партнёрам лучше понимать своё тело и реакцию другого партнёра и усилить половое ощущение.

## Первая фаза в цикле сексуальных реакций — фаза возбуждения
Фаза возбуждения (также известная как фаза пробуждения) человека наступает как результат любой эротической, физической или умственной стимуляции, такой как поцелуи, ласки или просмотр эротических изображений, под влиянием физического контакта, мыслей или эмоций, которые приводят к половому пробуждению. Фаза возбуждения — это фаза, когда человек начинает чувствовать первый момент полового пробуждения.

### Проявления первой фазы цикла сексуальных реакций
Эта фаза может длиться от нескольких минут до нескольких часов. В ней человек испытывает возрастание мышечного напряжения, учащение ритма сердечных сокращений и подъём кровяного давления. В этой фазе у мужчины наступает эрекция полового члена, а у женщины происходит набухание клитора, соски молочных желёз начинают уплотняться и возвышаются. В этой фазе тело готовится к совершению полового сношения в течение следующей фазы, фазы плато. Субъективные психологические факторы могут сильно модифицировать половое возбуждение у обоих полов. Нейро-психоаналитик Марк Блечнер называет это «феноменом леди Чаттерлей», основываясь на отрывке из романа Дэвида Г. Лоуренса «Любовник леди Чаттерлей», в котором леди Чаттерлей вначале во время полового сношения совершенно невозбуждена и высмеивает его, а позже, вскоре после этого, становится интенсивно возбуждённой в половом отношении.
Общие характеристики фазы возбуждения у обоих полов включают следующее:
- Возрастание уровня напряжения мышц.
- У обоих полов фаза возбуждения приводит к учащению частоты сердечных сокращений (тахикардии), учащению частоты дыхания и подъёму кровяного давления.
- Возможно половое покраснение кожи (появляются красные пятна на грудной клетке и спине). Прилив крови к коже отмечается приблизительно у 50—75 % женщин и у 25 % мужчин[12]. Половое покраснение чаще происходит при более высокой температуре и может не наступить при более низкой температуре[13]. Сделано общее наблюдение, что выраженная степень полового покраснения может предсказать интенсивность предстоящего оргазма[14].

Во время полового покраснения у женщины розоватые пятна появляются под молочными железами, затем они распространяются на груди, торс, лицо, кисти рук, подошвы ступней, с вероятностью по всему телу. Во время полового пробуждения прилив крови приводит также к покраснению клитора и стенок влагалища.
- Соски молочных желёз женщины и грудных желёз у мужчины уплотняются и поднимаются. Напряжение и выступание сосков, особенно при прямой стимуляции, происходит почти у всех женщин и приблизительно у 60 % мужчин[15].
- Расширение кровеносных сосудов с увеличением прилива крови к половым органам, приводящее к набуханию клитора женщины, её малых половых губ (внутренних губ) и наступлению эрекции полового члена мужчины.

### Особенности фазы возбуждения у мужчин
Начало фазы возбуждения у мужчин наблюдается с того момента, когда половой член становится частично эрегированным, часто лишь через несколько секунд эротической стимуляции. В течение длительной фазы возбуждения возможна повторная частичная потеря эрекции или её возобновление. Оба яичка притягиваются по направлению к промежности, особенно заметно у обрезанных мужчин, у которых меньше кожи для проведения эрекции. Кроме того, во время процесса эрекции мошонка может уплотниться и стать толще. Во время покраснения кожи у мужчины окраска кожи наступает менее интенсивно, чем у женщин, но типично начинается в верхней части живота, распространяется по грудной клетке, продолжается на шее, лице, лбу, спине и иногда на плечах и предплечьях. Дополнительные изменения у мужчины включают подъём и набухание яичек, уплотнение мошонки и выделение смазывающей жидкости Куперовыми железами.

### Особенности фазы возбуждения у женщин
У женщин венозный рисунок на молочных железах становится более различимым, груди слегка увеличиваются в размере, что более заметно у лежащих на спине. У нерожавших женщин большие половые губы становятся более плоскими, утончаются и поднимаются вверх и выступают наружу. У рожавших женщин большие половые губы могут увеличиться в размере в два-три раза. Малые половые губы также могут увеличиться в размере и отступать от больших половых губ, в зависимости от их размера в расслабленном состоянии. Головка клитора становится вспухшей, как головка полового члена мужчины. В результате сексуальной стимуляции происходит прилив крови к стенкам влагалища, что приводит к его смазыванию. Стенки темнеют по цвету и становятся более гладкими. Также, по мере того, как проходит время, матка поднимается более вертикально, внутренние две трети влагалища простираются, обычно до полной длины от 7 до 10 см.
Стенки влагалища начинают выделять смазывающую жидкость, наступает смазка влагалища, матка поднимается и увеличивается в размере, молочные железы увеличиваются и наполняются. В то же самое время стенки влагалища женщины набухают, а мышцы, которые окружают входное отверстие влагалища, называемые лобково-крестцовыми, напрягаются. Эти изменения подготавливают тело женщины к оргазму, Мастерс и Джонсон называли их «платформа оргазма».

## Вторая фаза в цикле сексуальных реакций — фаза плато
При продолжающейся половой стимуляции постепенно возбуждение половых партнёров вступает в фазу плато. Фаза плато — это вторая фаза полового цикла после фазы возбуждения. Для тех, кто ещё не достиг оргазма, это вершина полового возбуждения.
Эта фаза в основном характеризуется усилением всех изменений, начавшихся во время фазы возбуждения. Фаза плато — это период полового возбуждения перед вступлением в оргазм. О фазе плато в цикле сексуальных реакций говорят, когда возрастает приток крови к пенису и вагине для того, чтобы приготовить партнёров к вступлению в оргазм. Кроме того, кровяное давление и напряжение мышц возрастает ещё больше. На этой стадии дыхание становится более частым и глубоким. У обоих полов происходит дальнейшее нарастание кровообращения и частоты сердцебиений, половое удовольствие нарастает с увеличением половой стимуляции, напряжение мышц нарастает ещё больше.
В фазе плато влагалище женщины набухает, и возросший приток крови увеличивает объём этой области. На этой стадии у женщины проявляется ряд эффектов. Околососковые круги и половые губы продолжают увеличиваться в размере, клитор слегка отступает, а бартолиновы железы выделяют дополнительную смазку. Ткани наружной трети влагалища значительно набухают, лобково-копчиковая мышца напрягается, уменьшая диаметр входного отверстия влагалища, и создают платформу оргазма по определению Мастерса и Джонсон.
В этот момент яички мужчины набухают, поднимаются ближе к телу. Половой член мужчины начинает выделять предсеменную жидкость (предэякулят). В конце второй фазы мочевой пузырь мужчины закрывается (для того, чтобы предотвратить возможность смешивания мочи с семенем и чтобы защитить от обратной эякуляции). В этой точке мышцы в основании полового члена мужчины начинают регулярные ритмические сокращения, которые, в конце концов, изгоняют семя из отверстия мочеиспускательного канала на головке полового члена мужчины.
В этой фазе как мужчины, так и женщины могут также непроизвольно издавать звуки. Если фаза плато затягивается слишком долго без продвижения к фазе оргазма, то это может привести к неудовлетворённости (см. управление оргазмом).
Фаза плато продолжается до вступления в оргазм, который возобновляет ход всех изменений, начатых в фазе возбуждения, но в обратном порядке.
Общие характеристики второй фазы в цикле сексуальных реакций (фазы плато), которая простирается до момента вступления в оргазм, включают следующее:
- изменения, начавшиеся в первой фазе, усиливаются;
- влагалище продолжает набухать от возросшего кровотока, и стенки влагалища становятся тёмно-сиреневыми;
- клитор женщины становится высокочувствительным (может даже болезненным) и уходит под складку клитора для того, чтобы избежать непосредственной стимуляции от полового члена;
- яички мужчины уходят вверх в мошонку;
- интенсивность дыхания, сердцебиения и давления крови продолжает возрастать;
- могут начаться спазмы мышц в ступнях, на лице и в кистях;
- напряжение в мышцах нарастает.

## Третья фаза в цикле сексуальных реакций — фаза оргазма
Пик полового возбуждения достигается в третьей фазе, вершине в цикле сексуальных реакций. Это самая короткая из четырёх фаз, как правило, длится только несколько секунд. Фаза оргазма — это наивысшая точка полового удовлетворения и удовольствия. Оргазмы завершают фазу плато в цикле сексуальных реакций, они испытываются как мужчинами, так и женщинами. Обычно оргазмы продолжаются примерно одинаковое количество времени у мужчин и женщин и зависят от типа сокращений паховых мышц, хоть и зависят от множества факторов.
Фаза оргазма отмечается тогда, когда мышцы сокращаются, и происходит неожиданный разряд. Непроизвольные сокращения мышц, возросшее давление крови и частоты сердцебиений, быстрое потребление кислорода, сжатие мышцы заднего прохода, спазмы мышц ступней, и неожиданное усиленное снятие полового напряжения характеризуют фазу оргазма. Оргазм сопровождается быстрыми циклами мышечных сокращений в нижних тазовых мышцах, которые окружают как задний проход, так и основные половые органы. Возникающие у партнёров оргазмы часто связаны с другими непроизвольными действиями, в том числе со спазмами мышц во многих частях тела, общим ощущением эйфории и изданием звуков. Частота сердцебиений нарастает даже больше.
Для мужчин оргазм в основном кульминируется извержением семени. Процесс эякуляции состоит из двух ступеней:
- В течение первой фазы, называемой фазой эмиссии, семенная жидкость скапливается в луковице мочеиспускательного канала в районе предстательной железы. Во время эмиссионной фазы мужчина чувствует неизбежность наступления эякуляции; ощущение близости семяизвержения нарастает по мере приближения к фазе выброса.
- Во время фазы выброса семя извергается с помощью ритмичных сокращений гладкой мускулатуры. Семя выбрасывается толчкообразно, сначала небольшими порциями, затем выброс достигает максимального объёма и силы, после чего объём и сила выброса постепенно уменьшаются. Последние несколько «толчков» могут быть пустыми сокращениями, при которых дополнительного выброса семени уже не происходит. Каждый «толчок» сопровождается волной сексуального удовольствия, с особенно сильными ощущениями в головке и теле пениса, а также паховой области и нижней части тела.

Оргазм у женщин происходит благодаря клитору. Большинству женщин необходима прямая стимуляция клитора для достижения оргазма. Женщины также испытывают сокращения матки и влагалища. Предполагается, что мышечные спазмы помогают продвижению семени вверх по стенкам влагалища в матку.
Для женщин оргазм состоит из ритмических сокращений мышц, в этом случае в матке, в том же самом ритме, что и у мужчин. Напряжение мышц женщины оказывает давление на половой член мужчины и способствует оргазму мужчины. Для женщины нормально испытать несколько оргазмов в течение одного цикла сексуальных реакций. В этой фазе клитор женщины может стать чувствительным вплоть до болезненности от прикосновений.
Для обоих полов, лишённых некоторых форм половой дисфункции, оргазм — это высоко приятное переживание. Некоторые рассматривают его как одно из наиболее приятных из числа возможных переживаний.
Общие характеристики третьей фазы в цикле сексуальных реакций — фазы оргазма — включают следующее:
- Начинаются непроизвольные сокращения мышц.
- Давление крови, сердцебиение и дыхание находятся на их наивысшем уровне при быстром поглощении кислорода.
- Мышцы ступней спазмируют.
- Происходит внезапное и стремительное ослабление полового напряжения.
- У женщин сокращаются мышцы влагалища. Матка также ритмически сокращается.
- У мужчин ритмические сокращения у основания полового члена приводят к семяизвержению.
- По всему телу может возникнуть сыпь или «половое покраснение».

Типично половое покраснение исчезает вскоре после завершения оргазма, но может продолжиться до двух часов, иногда одновременно происходит интенсивное потовыделение. Покраснение исчезает в порядке, обратном тому, как оно появилось. В течение этой фазы у обоих полов начинается возрастание мышечного тонуса (миотония) в определённых группах мышц, как произвольных, так и непроизвольных. Наружный сфинктер заднего прохода также может сокращаться непроизвольно в ответ на контакт (или позже во время оргазма без контакта).

## Заключающая, четвёртая фаза в цикле сексуальных реакций — завершение сексуальных реакций
Завершающая фаза наступает после оргазма, и она приносит мышцам расслабление, снижение кровяного давления.
В течение фазы завершения цикла сексуальных реакций тело медленно возвращается к невозбужденному состоянию, к своему нормальному уровню функционирования, а его изменившиеся части — к их исходному размеру и цвету.
Некоторые мужчины и женщины после оргазма нуждаются во времени восстановления, называемом рефрактерным периодом, в течение которого они не способны ещё раз достичь оргазма. Мошонка мужчины расслабляется, и яички опускаются вниз. У женщины наблюдается раслабление вагинальных мышц. Кровь от половых органов отходит. Длительность рефрактерного периода колеблется от человека к человеку. Рефрактерный период означает, что человек в течение этого времени не способен испытать оргазм, поддерживать возбуждение, либидо. Такой период может длиться от нескольких минут до нескольких часов, нескольких дней (всё зависит от особенностей индивида). Хотя мужчины в рефрактерный период не способны достичь оргазма, иногда они способны поддерживать частичную или полную эрекцию.
Отсутствие рефрактерного периода у женщин является очень пагубным и весомым заблуждением. Немногочисленные исследования, которые проводили изучение женской популяции на наличие рефрактерного периода у женщин, обнаружили его. Рефрактерный период может выражаться не только в форме гиперчувствительности гениталий и отвращения к любой стимуляции, но и как спад возбуждения и желания в принципе. Хотя у женщин такое встречается так же, как и у мужчин, данных очень мало, так как научная коллегия игнорирует тот факт, что женщины также подвержены рефрактерному периоду.
Предполагается, что некоторые мужчины и женщины могут не испытывать завершающую фазу, а дальнейшая половая стимуляция может вызвать возвращение на стадию плато. Тогда это предоставляет возможность многочисленных оргазмов для обоих полов. Тем не менее, типично по природе своей, когда мужчины вступают в завершающую фазу и после фазы оргазма могут найти продолжение стимуляции неприятным и болезненным. Фаза завершения отмечена общим чувством благополучия и повышенной близости и зачастую усталостью.

## Продолжительность цикла сексуальных реакций у человека
Часто половое сношение заканчивается, когда мужчина извергает семя. Вполне возможно, что женщине не хватит времени для достижения оргазма. Кроме того, некоторые мужчины страдают от преждевременного семяизвержения. Часто женщины нуждаются в существенно большей половой стимуляции для достижения собственного оргазма, чем мужчины.
Вопреки распространённому мнению, что женщины нуждаются в большем времени для полового пробуждения, последние научные исследования показали, что для мужчин и женщин не существует значительного отличия во времени для достижения полного полового пробуждения. Учёные из медицинского центра университета МакГилл (Монреаль, Канада) применили метод температурного изображения для записи изменений основной температуры в области половых органов с целью определения времени, необходимого для полового пробуждения. Они исследовали время, требуемое индивиду для достижения пика полового пробуждения во время просмотра сексуально провоцирующих кинофильмов и изображений, и пришли к выводу, что мужчины и женщины в среднем нуждались почти в одинаковом количестве времени для полового пробуждения — около 10 минут.
Время, требуемое для половой подготовки, было индивидуальным у мужчин и женщин, варьируясь само по себе, в зависимости от многих обстоятельств.
Согласно исследованию Кинси, около половины мужчин сообщили, что им требуется пять или меньше минут после введения полового члена во влагалище для достижения семяизвержения. Приблизительно пятая часть обследованных мужчин заявила, что их половое сношение длится 10 минут или дольше. Некоторым другим мужчинам требовалось более одного часа для достижения семяизвержения.
Обследование канадских и американских врачей-сексологов показало, что среднее время нахождения введённого полового члена во влагалище составляло 7 минут, что 1—2 минуты для такого пребывания были слишком короткими, что среднее время нахождения введённого полового члена во влагалище от 3 до 7 минут было адекватным, что период от 7 до 13 минут был желанным, тогда как пребывание эрегированного полового члена во влагалище в течение от 10 до 30 минут было слишком долгим.